# 亚历山德里夫卡 (赫尔松区)

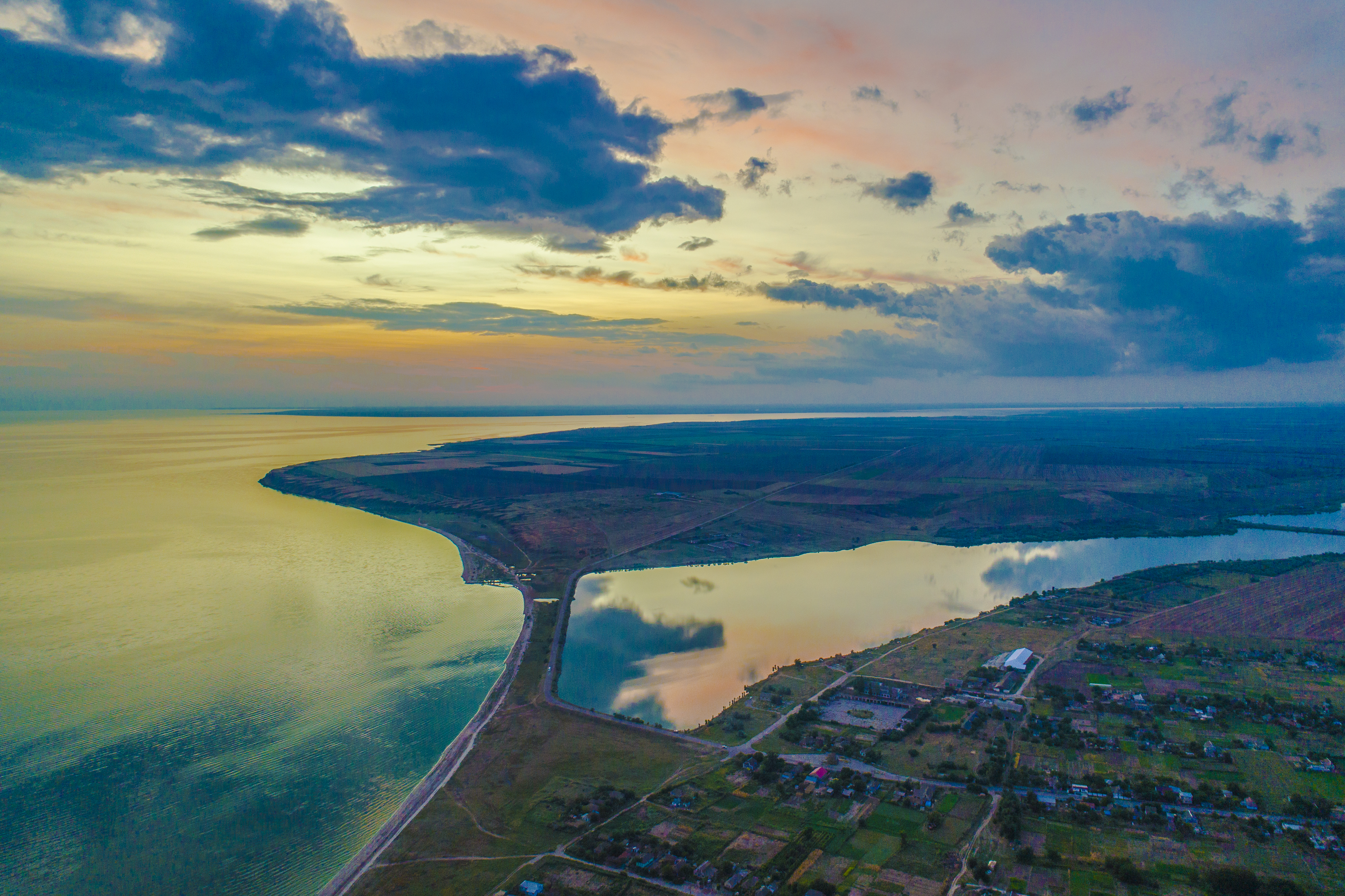
亚历山德里夫卡自然保护区

亚历山德里夫卡（烏克蘭語：Олександрівка），是烏克蘭南部赫爾松州赫尔松区斯坦尼斯拉夫市镇内的村落。始建於1754年，面積4.61平方公里，海拔高度15米，2001年人口2,596，人口密度每平方公里563人。